# Ceratobaeus ayeshae
Ceratobaeus ayeshae är en stekelart som beskrevs av Muhammad Iqbal och Austin 2000. Ceratobaeus ayeshae ingår i släktet Ceratobaeus och familjen Scelionidae. Inga underarter finns listade i Catalogue of Life.